# Yūki Tsunoda
Yūki Tsunoda (jap. 角田 裕毅 Tsunoda Yūki; ur. 11 maja 2000 w Kanagawie) – japoński kierowca wyścigowy, startujący w mistrzostwach świata Formuły 1 od sezonu 2021, kierowca zespołu Red Bull Racing. Mistrz Japońskiej Formuły 4 (2018) oraz drugi wicemistrz Formuły 2 (2020). 
Od 2019 roku członek Red Bull Junior Team. Wcześniej związany z programem rozwojowym Hondy, która zapewniła mu starty w Europie widząc jego ogromny potencjał.

## Wyniki

### Formuła 3
| Legenda oznaczeń w tabelach wyników Wyświetl szablon na nowej stronie | Legenda oznaczeń w tabelach wyników Wyświetl szablon na nowej stronie                                                                     |
| Oznaczenie                                                            | Wyjaśnienie |
| --------------------------------------------------------------------- | --- |
| Złoty                                                                 | Zwycięzca lub mistrzostwo |
| Srebrny                                                               | 2. miejsce lub wicemistrzostwo |
| Brązowy                                                               | 3. miejsce lub II wicemistrzostwo |
| Zielony                                                               | Ukończył, punktował (w klasyfikacji generalnej, gdy zdobył co najmniej jeden punkt na przestrzeni sezonu, poza trzema powyższymi opcjami) |
| Niebieski                                                             | Ukończył, nie punktował (w klasyfikacji generalnej, gdy nie zdobył co najmniej jednego punktu na przestrzeni sezonu)                      |
| Czerwony                                                              | Nie zakwalifikował się (NZ) |
| Czerwony                                                              | Nie prekwalifikował się (NPK) |
| Różowy                                                                | Nie ukończył (NU) |
| Różowy                                                                | Niesklasyfikowany (NS) (w klasyfikacji generalnej, gdy nie został sklasyfikowany w żadnym wyścigu sezonu)                                 |
| Czarny                                                                | Zdyskwalifikowany (DK) |
| Czarny                                                                | Wykluczony (WYK/EX) |
| Biały                                                                 | Nie wystartował (NW) |
| Biały                                                                 | Kontuzjowany (K/INJ) |
| Biały                                                                 | Wyścig odwołany (OD/C) |
| Bez koloru                                                            | Został wycofany (WYC/WD) |
| Bez koloru                                                            | Nie przybył (NP/DNA) |
| Bez koloru                                                            | Nie brał udziału w treningach (NT/DNP) |
| Bez koloru                                                            | Nie został zgłoszony (–) |
| Pogrubienie                                                           | Start z pole position |
| Kursywa                                                               | Najszybsze okrążenie wyścigu |
| †                                                                     | Nie ukończył, ale jego rezultat został zaliczony ze względu na przejechanie więcej niż 90% dystansu wyścigu.                              |
| *                                                                     | Sezon w trakcie |
| 1/2/3                                                                 | Punktowana pozycja w sprincie kwalifikacyjnym                                                                                             |
| Lista systemów punktacji Formuły 1                                    | |

| Rok  | Zespół            | Wyniki w poszczególnych eliminacjach | Wyniki w poszczególnych eliminacjach | Wyniki w poszczególnych eliminacjach | Wyniki w poszczególnych eliminacjach | Wyniki w poszczególnych eliminacjach | Wyniki w poszczególnych eliminacjach | Wyniki w poszczególnych eliminacjach | Wyniki w poszczególnych eliminacjach | Wyniki w poszczególnych eliminacjach | Wyniki w poszczególnych eliminacjach | Wyniki w poszczególnych eliminacjach | Wyniki w poszczególnych eliminacjach | Wyniki w poszczególnych eliminacjach | Wyniki w poszczególnych eliminacjach | Wyniki w poszczególnych eliminacjach | Wyniki w poszczególnych eliminacjach | Punkty | Pozycja |
| ---- | ----------------- | ------------------------------------ | ------------------------------------ | ------------------------------------ | ------------------------------------ | ------------------------------------ | ------------------------------------ | ------------------------------------ | ------------------------------------ | ------------------------------------ | ------------------------------------ | ------------------------------------ | ------------------------------------ | ------------------------------------ | ------------------------------------ | ------------------------------------ | ------------------------------------ | ------ | ------- |
| 2019 | Jenzer Motorsport | CAT                                  | CAT                                  | LEC                                  | LEC                                  | RBR                                  | RBR                                  | SIL                                  | SIL                                  | HUN                                  | HUN                                  | SPA                                  | SPA                                  | MNZ                                  | MNZ                                  | SOC                                  | SOC                                  | 67     | 9       |
| 2019 | Jenzer Motorsport | 10                                   | 9                                    | 7                                    | 9                                    | 16                                   | 11                                   | 14                                   | 7                                    | 9                                    | 6                                    | 6                                    | 2                                    | 3                                    | 1                                    | 12                                   | 25†                                  | 67     | 9       |

### Formuła 2
| Rok  | Zespół | Wyniki w poszczególnych eliminacjach | Wyniki w poszczególnych eliminacjach | Wyniki w poszczególnych eliminacjach | Wyniki w poszczególnych eliminacjach | Wyniki w poszczególnych eliminacjach | Wyniki w poszczególnych eliminacjach | Wyniki w poszczególnych eliminacjach | Wyniki w poszczególnych eliminacjach | Wyniki w poszczególnych eliminacjach | Wyniki w poszczególnych eliminacjach | Wyniki w poszczególnych eliminacjach | Wyniki w poszczególnych eliminacjach | Wyniki w poszczególnych eliminacjach | Wyniki w poszczególnych eliminacjach | Wyniki w poszczególnych eliminacjach | Wyniki w poszczególnych eliminacjach | Wyniki w poszczególnych eliminacjach | Wyniki w poszczególnych eliminacjach | Wyniki w poszczególnych eliminacjach | Wyniki w poszczególnych eliminacjach | Wyniki w poszczególnych eliminacjach | Wyniki w poszczególnych eliminacjach | Wyniki w poszczególnych eliminacjach | Wyniki w poszczególnych eliminacjach | Punkty | Pozycja |
| ---- | ------ | ------------------------------------ | ------------------------------------ | ------------------------------------ | ------------------------------------ | ------------------------------------ | ------------------------------------ | ------------------------------------ | ------------------------------------ | ------------------------------------ | ------------------------------------ | ------------------------------------ | ------------------------------------ | ------------------------------------ | ------------------------------------ | ------------------------------------ | ------------------------------------ | ------------------------------------ | ------------------------------------ | ------------------------------------ | ------------------------------------ | ------------------------------------ | ------------------------------------ | ------------------------------------ | ------------------------------------ | ------ | ------- |
| 2020 | Carlin | RBR                                  | RBR                                  | RBR                                  | RBR                                  | HUN                                  | HUN                                  | SIL                                  | SIL                                  | SIL                                  | SIL                                  | CAT                                  | CAT                                  | SPA                                  | SPA                                  | MNZ                                  | MNZ                                  | MUG                                  | MUG                                  | SOC                                  | SOC                                  | BHR                                  | BHR                                  | BHR                                  | BHR                                  | 200    | 3       |
| 2020 | Carlin | 18                                   | 11                                   | 2                                    | NU                                   | 16                                   | 18                                   | 3                                    | NU                                   | 6                                    | 1                                    | 4                                    | 4                                    | 1                                    | 9                                    | 4                                    | NU                                   | 16                                   | 19                                   | 2                                    | 6‡                                   | 6                                    | 15                                   | 1                                    | 2                                    | 200    | 3       |

‡ - Kierowcy otrzymali połowę punktów, gdyż przejechano mniej niż 75% dystansu wyścigu.

### Formuła 1
| Rok  | Zespół                   | Samochód        | Silnik               | Wyniki w poszczególnych eliminacjach | Wyniki w poszczególnych eliminacjach | Wyniki w poszczególnych eliminacjach | Wyniki w poszczególnych eliminacjach | Wyniki w poszczególnych eliminacjach | Wyniki w poszczególnych eliminacjach | Wyniki w poszczególnych eliminacjach | Wyniki w poszczególnych eliminacjach | Wyniki w poszczególnych eliminacjach | Wyniki w poszczególnych eliminacjach | Wyniki w poszczególnych eliminacjach | Wyniki w poszczególnych eliminacjach | Wyniki w poszczególnych eliminacjach | Wyniki w poszczególnych eliminacjach | Wyniki w poszczególnych eliminacjach | Wyniki w poszczególnych eliminacjach | Wyniki w poszczególnych eliminacjach | Wyniki w poszczególnych eliminacjach | Wyniki w poszczególnych eliminacjach | Wyniki w poszczególnych eliminacjach | Wyniki w poszczególnych eliminacjach | Wyniki w poszczególnych eliminacjach | Wyniki w poszczególnych eliminacjach | Wyniki w poszczególnych eliminacjach | Punkty | Pozycja |
| ---- | ------------------------ | --------------- | -------------------- | ------------------------------------ | ------------------------------------ | ------------------------------------ | ------------------------------------ | ------------------------------------ | ------------------------------------ | ------------------------------------ | ------------------------------------ | ------------------------------------ | ------------------------------------ | ------------------------------------ | ------------------------------------ | ------------------------------------ | ------------------------------------ | ------------------------------------ | ------------------------------------ | ------------------------------------ | ------------------------------------ | ------------------------------------ | ------------------------------------ | ------------------------------------ | ------------------------------------ | ------------------------------------ | ------------------------------------ | ------ | ------- |
| 2021 | Scuderia AlphaTauri      | AlphaTauri AT02 | Honda RA621H         | Bahrajn                              | Emilia-Romania                       | Portugalia                           | Hiszpania                            | Monako                               | Azerbejdżan                          | Francja                              |                                      | Austria                              | Wielka Brytania                      | Węgry                                | Belgia                               | Holandia                             | Włochy                               | Rosja                                | Turcja                               | Stany Zjednoczone                    | Meksyk                               |                                      | Katar                                | Arabia Saudyjska                     |                                      |                                      |                                      | 32     | 14      |
| 2021 | Scuderia AlphaTauri      | AlphaTauri AT02 | Honda RA621H         | 9                                    | 12                                   | 15                                   | NU                                   | 16                                   | 7                                    | 13                                   | 10                                   | 12                                   | 10                                   | 6                                    | 15                                   | NU                                   | NW                                   | 17                                   | 14                                   | 9                                    | NU                                   | 15                                   | 13                                   | 14                                   | 4                                    |                                      |                                      | 32     | 14      |
| 2022 | Scuderia AlphaTauri      | AlphaTauri AT03 | Red Bull RBPTH001    | Bahrajn                              | Arabia Saudyjska                     | Australia                            | Emilia-Romania                       | Stany Zjednoczone                    | Hiszpania                            | Monako                               | Azerbejdżan                          | Kanada                               | Wielka Brytania                      | Austria                              | Francja                              | Węgry                                | Belgia                               | Holandia                             | Włochy                               | Singapur                             | Japonia                              | Stany Zjednoczone                    | Meksyk                               |                                      |                                      |                                      |                                      | 12     | 17      |
| 2022 | Scuderia AlphaTauri      | AlphaTauri AT03 | Red Bull RBPTH001    | 8                                    | NW                                   | 15                                   | 7                                    | 12                                   | 10                                   | 17                                   | 13                                   | NU                                   | 14                                   | 16                                   | NU                                   | 19                                   | 13                                   | NU                                   | 14                                   | NU                                   | 13                                   | 10                                   | NU                                   | 17                                   | 11                                   |                                      |                                      | 12     | 17      |
| 2023 | Scuderia AlphaTauri      | AlphaTauri AT04 | Honda RBPH RBPTH0001 | Bahrajn                              | Arabia Saudyjska                     | Australia                            | Azerbejdżan                          | Stany Zjednoczone                    | Monako                               | Hiszpania                            | Kanada                               | Austria                              | Wielka Brytania                      | Węgry                                | Belgia                               | Holandia                             | Włochy                               | Singapur                             | Japonia                              | Katar                                | Stany Zjednoczone                    | Meksyk                               |                                      | Stany Zjednoczone                    |                                      |                                      |                                      | 17     | 14      |
| 2023 | Scuderia AlphaTauri      | AlphaTauri AT04 | Honda RBPH RBPTH0001 | 11                                   | 11                                   | 10                                   | 10                                   | 11                                   | 15                                   | 12                                   | 14                                   | 19                                   | 16                                   | 15                                   | 10                                   | 15                                   | NW                                   | NU                                   | 12                                   | 15                                   | 8                                    | 12                                   | 96                                   | 18†                                  | 8                                    |                                      |                                      | 17     | 14      |
| 2024 | Visa Cash App RB F1 Team | RB VCARB 01     | Honda RBPH RBPTH0002 | Bahrajn                              | Arabia Saudyjska                     | Australia                            | Japonia                              |                                      | Stany Zjednoczone                    | Emilia-Romania                       | Monako                               | Kanada                               | Hiszpania                            | Austria                              | Wielka Brytania                      | Węgry                                | Belgia                               | Holandia                             | Włochy                               | Azerbejdżan                          | Singapur                             | Stany Zjednoczone                    | Meksyk                               |                                      | Stany Zjednoczone                    | Katar                                |                                      | 30     | 12      |
| 2024 | Visa Cash App RB F1 Team | RB VCARB 01     | Honda RBPH RBPTH0002 | 14                                   | 15                                   | 7                                    | 10                                   | NU                                   | 78                                   | 10                                   | 8                                    | 14                                   | 19                                   | 14                                   | 10                                   | 9                                    | 16                                   | 17                                   | NU                                   | NU                                   | 12                                   | 14                                   | NU                                   | 7                                    | 9                                    | 13                                   | 12                                   | 30     | 12      |

### Podsumowanie
| Sezon | Seria                         | Zespół                      | Starty | P1 | PP | NO | Podia | Punkty | Pozycja |
| ----- | ----------------------------- | --------------------------- | ------ | -- | -- | -- | ----- | ------ | ------- |
| 2016  | Japońska Formuła 4            | Sutekina Racing Team        | 2      | 0  | 0  | 0  | 2     | 30     | 16      |
| 2017  | Japońska Formuła 4            | Honda Formula Dream Project | 14     | 3  | 4  | 1  | 6     | 173    | 3       |
| 2018  | Japońska Formuła 4            | Honda Formula Dream Project | 14     | 7  | 8  | 4  | 11    | 245    | 1       |
| 2019  | Formuła 3                     | Jenzer Motorsport           | 16     | 1  | 0  | 1  | 3     | 67     | 9       |
| 2019  | Euroformula Open Championship | Motopark                    | 14     | 1  | 0  | 3  | 6     | 151    | 4       |
| 2019  | Grand Prix Makau              | Hitech Grand Prix           | 1      | 0  | 0  | 0  | 0     | n.d.   | 11      |
| 2020  | Toyota Racing Series          | M2 Competition              | 15     | 1  | 0  | 0  | 3     | 257    | 4       |
| 2020  | Formuła 2                     | Carlin                      | 24     | 3  | 4  | 3  | 7     | 200    | 3       |
| 2021  | Formuła 1                     | Scuderia AlphaTauri         | 21     | 0  | 0  | 0  | 0     | 32     | 14      |
| 2022  | Formuła 1                     | Scuderia AlphaTauri         | 22     | 0  | 0  | 0  | 0     | 12     | 17      |
| 2023  | Formuła 1                     | Scuderia AlphaTauri         | 19     | 0  | 0  | 1  | 0     | 17     | 14      |
| 2024  | Formuła 1                     | Visa Cash App RB F1 Team    | 17     | 0  | 0  | 0  | 0     | 22     | 12*     |